# 2655 Guangxi
2655 Guangxi è un asteroide della fascia principale. Scoperto nel 1974, presenta un'orbita caratterizzata da un semiasse maggiore pari a 3,1916233 UA e da un'eccentricità di 0,1582485, inclinata di 17,17674° rispetto all'eclittica.